# 可爱的小花
《可爱的小花》，又称《凋谢的小花》（P'tite fleur fanée），是留尼汪最著名的歌曲，体裁为圆舞曲。虽然《马赛曲》是法国的正式国歌，但《可爱的小花》被视为留尼汪的非正式国歌。
歌词由乔治·富尔卡德用留尼汪克里奥尔语写成，曲调由朱尔·福西创作。